# Rio Braye
O rio Braye é um rio localizado na França, correndo nos departamentos de Eure-et-Loir, Loir-et-Cher, Orne e Sarthe ao longo de 75,1 km. É o afluente mais importante do Rio Loir, no qual desagua em Couture-sur-Loir, e portanto, sub-afluente do rio Loire através do rio Sarthe e depois do rio Maine.
Ao longo do percurso atravessa as seguintes localidades:
- Eure-et-Loir : Saint-Bomer;
- Sarthe : Vibraye;
- Loir-et-Cher : Souday, Sargé-sur-Braye, Savigny-sur-Braye;
- Sarthe : Bessé-sur-Braye;
- Loir-et-Cher : Sougé, Couture-sur-Loir.

Passa nas seguintes 24 comunas, dos departamentos de Eure-et-Loir, Loir-et-Cher, Orne e Sarthe:
- Ceton, Saint-Bomer, Rahay, Sargé-sur-Braye Marolles-lès-Saint-Calais, Savigny-sur-Braye, Montmirail, Théligny Gréez-sur-Roc, Saint-Ulphace, Valennes, Souday, Baillou, Couture-sur-Loir, La Chapelle-Huon, Lavenay, Bessé-sur-Braye, Sougé, Bonneveau, Cellé, Saint-Jean-des-Échelles, Lamnay, Champrond, Vibraye.